# UFC Fight Night: Magomedsharipov vs. Kattar
UFC Fight Night: Magomedsharipov vs. Kattar (conosciuto anche come UFC Fight Night 163 oppure UFC on ESPN+ 21) è stato un evento di arti marziali miste tenuto dalla Ultimate Fighting Championship il 9 novembre 2019 alla CSKA Arena di Mosca in Russia.

## Risultati
|                          | Divisione            |                       |                 |                       | Metodo                                      | Round           | Tempo           | Premio          |
| Card Principale          | Card Principale      | Card Principale       | Card Principale | Card Principale       | Card Principale                             | Card Principale | Card Principale | Card Principale |
| ------------------------ | -------------------- | --------------------- | --------------- | --------------------- | ------------------------------------------- | --------------- | --------------- | --------------- |
|                          | Pesi piuma           | Zabit Magomedsharipov | batte           | Calvin Kattar         | Decisione unanime (29–28, 29–28, 29–28)     | 3               | 5:00            | FOTN            |
|                          | Pesi massimi         | Alexander Volkov      | batte           | Greg Hardy            | Decisione unanime (30–27, 30–27, 30–27)     | 3               | 5:00            |                 |
|                          | Pesi welter          | Danny Roberts         | batte           | Zelim Imadaev         | KO (pugni)                                  | 2               | 4:54            |                 |
|                          | Pesi mediomassimi    | Ed Herman             | batte           | Khadis Ibragimov      | Decisione unanime (30–27, 30–27, 29–28)     | 3               | 5:00            |                 |
|                          | Pesi welter          | Anthony Rocco Martin  | batte           | Ramazan Emeev         | Decisione unanime (30–27, 29–28, 29–28)     | 3               | 5:00            |                 |
|                          | Pesi mediomassimi    | Shamil Gamzatov       | batte           | Klidson Abreu         | Decisione non unanime (28-29, 29-28, 29-28) | 3               | 5:00            |                 |
| Card Preliminare (ESPN+) |                      |                       |                 |                       |                                             |                 |                 |                 |
|                          | Pesi mediomassimi    | Magomed Ankalaev      | batte           | Dalcha Lungiambula    | KO (calcio frontale e pugni)                | 3               | 0:29            | POTN            |
|                          | Pesi welter          | Rustam Khabilov       | batte           | Sergey Khandozhko     | Decisione unanime (30–27, 29–28, 29–28)     | 3               | 5:00            |                 |
|                          | Pesi medi            | Karl Roberson         | batte           | Roman Kopylov         | Sottomissione (rear-naked choke)            | 3               | 4:01            |                 |
|                          | Pesi welter          | David Zawada          | batte           | Abubakar Nurmagomedov | Sottomissione (triangle choke)              | 1               | 2:50            | POTN            |
|                          | Pesi leggeri         | Roosevelt Roberts     | batte           | Alexander Yakovlev    | Decisione unanime (29–28, 29–28, 29–28)     | 3               | 5:00            |                 |
|                          | Pesi gallo femminili | Pannie Kianzad        | batte           | Jessica-Rose Clark    | Decisione unanime (30–27, 30–27, 30–27)     | 3               | 5:00            |                 |
|                          | Pesi gallo           | Davey Grant           | batte           | Grigorii Popov        | Decisione non unanime (29–28, 28–29, 29–28) | 3               | 5:00            |                 |

## Premi
I lottatori premiati ricevettero un bonus di 50.000 dollari.
Legenda:
- FOTN: Fight of the Night (vengono premiati entrambi gli atleti per il miglior incontro dell'evento)
- POTN: Performance of the Night (viene premiato il vincitore per la migliore performance dell'evento)